# Matraz aforado

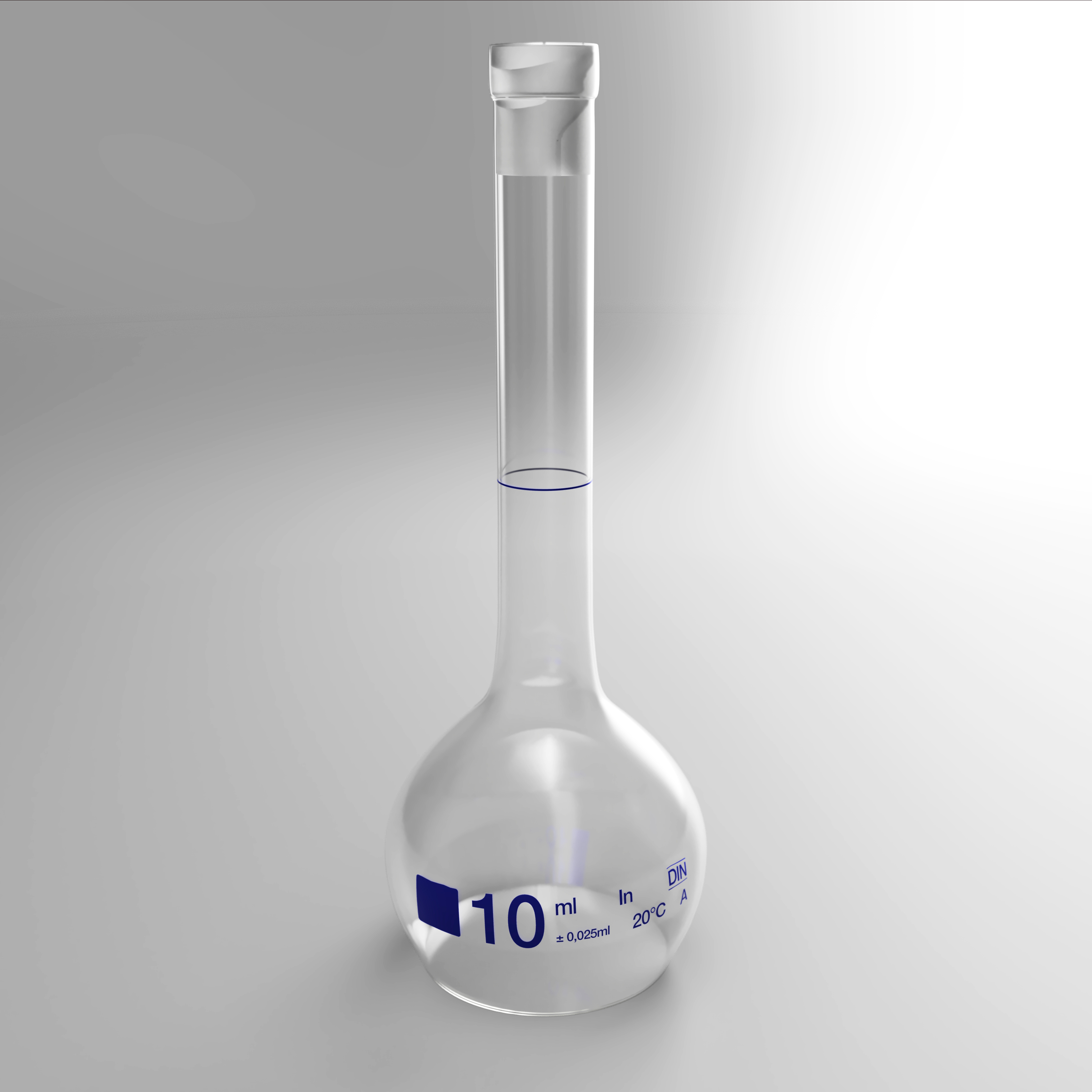
Un matraz aforado de 10 ml

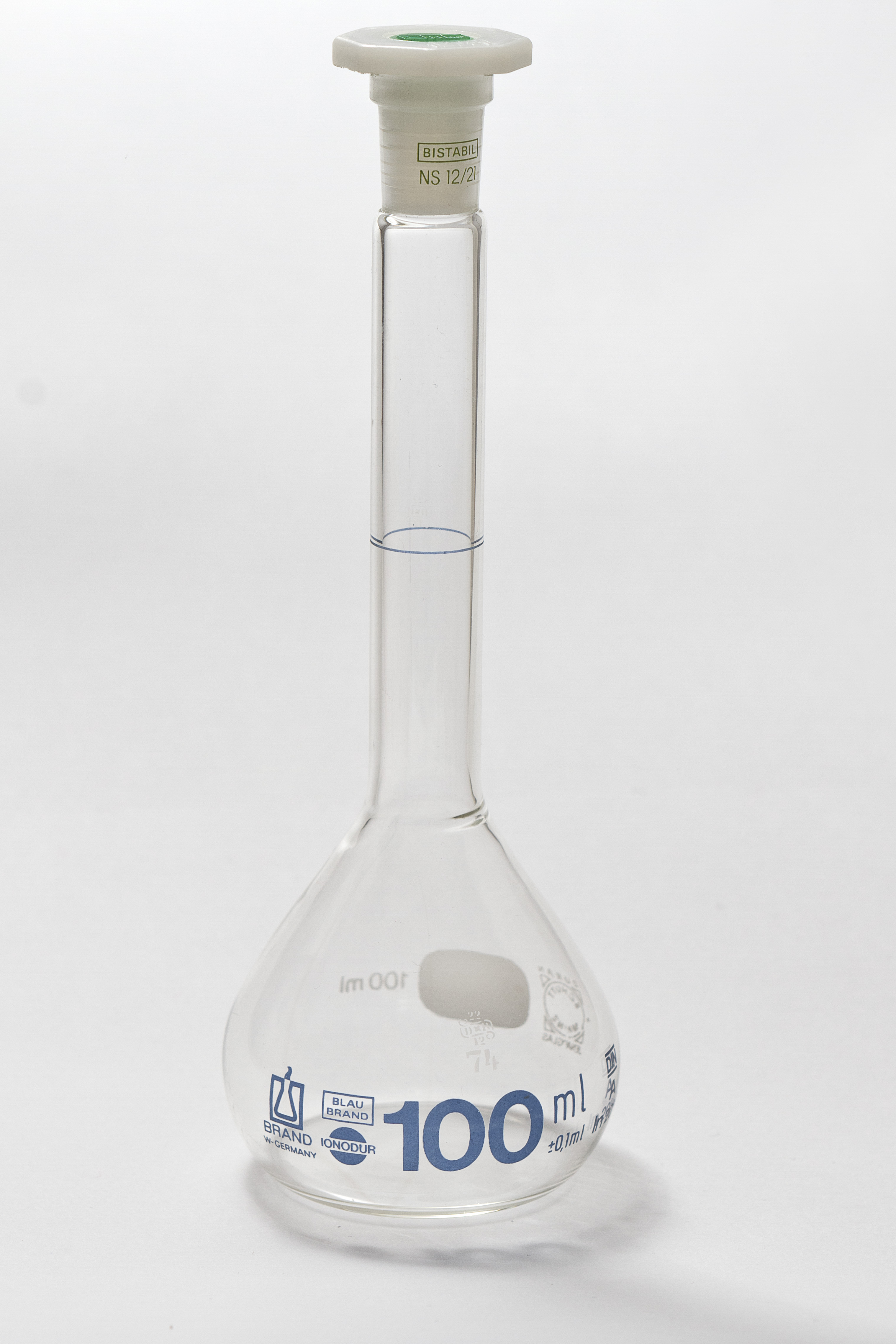
Matraz aforado de pyrex de 100 ml de capacidad.

El matraz aforado es parte del llamado material de vidrio de laboratorio y consiste en un tipo de matraz que se usa como material volumétrico. Se emplea para medir un volumen exacto de líquido con base a la capacidad del propio matraz, que aparece indicada. Tiene un cuello alto y estrecho para aumentar la exactitud, pues un cambio pequeño en el volumen se puede traducir en otro considerable en la altura del líquido en el cuello del matraz. Se denomina aforado por disponer de una marca de graduación o aforo en torno al cuello para facilitar y determinar con precisión cuando el líquido alcanza el volumen indicado.

## Importancia del matraz aforado
En química y física el matraz aforado es un instrumento de suma importancia, ya que ayuda en los diferentes progresos, cálculos e investigaciones que tienen todas las ramas de la ciencia, en la industria de los minerales e hidrocarburos también tiene mucha trascendencia, ya que ayuda a separar las muestras de petróleo para obtener y conocer el estado del mismo en función de los diferentes disolventes que se utilizan.

## Modo de empleo
Se llama enrasar a rellenar correctamente el matraz con el líquido, que es cuando el menisco queda tangente al aforo. Dada la estrechez del cuello, suele facilitarse el trasvase del líquido mediante un embudo, por comodidad y seguridad al uso.

## Tipos
Existen dos categorías de matraces aforados:
- Clase A: se utilizan principalmente en química analítica para contener soluciones estandarizadas de reactivos químicos para realizar valoraciones químicas, o para preparar soluciones a  exactas (ejemplo para preparar curvas de calibración, o preparar diluciones de una determinada concentración de un reactivo). Estos matraces se presentan en volúmenes que van desde 1 mililitro hasta 2 litros. Su principal utilidad es preparar mezclas o disoluciones de concentración conocida y exacta.[2]
- Clase B: son de menor precisión volumétrica y el material de vidrio suele ser de menor calidad. Se usan para preparación de soluciones de Química Analítica no estandarizadas de uso diario en laboratorio, o para preparar soluciones a concentraciones que no se requieran que sean tan exactas.

Los matraces aforados también pueden distinguirse entre incoloros o de color ámbar. Los de color ámbar son usados para preservar soluciones que son lábiles a la luz ambiente.